# Тур Юты
Тур Юты (англ. Tour of Utah) — шоссейная многодневная велогонка по дорогам американского штата Юта. С 2011 года проводиться в рамках UCI America Tour.

## История
Гонка была создана велолюбителямы в 2000 году как любительская и имела название Thanksgiving Point Stage Race. В 2004 году стала полупрофессиональной, войдя в национальный велошоссейный календарь США и получив нынешнее название. 
Выпуск 2007 года не состоялся из-за нехватки финансирования, после чего права на гонку купила компания Larry H. Miller Group of Companies, что позволило не только её возобновить, но и санкционировать в 2011 году проведение гонки под эгидой UCI (с категорией 2.1). Через четыре года гонку повысили до категории 2.HC, уровняв по статусу с более известным Туром Калифорнии.

## Призёры
| Год                 | Победитель        | Второй            | Третий            |         |
| ------------------- | ----------------- | ----------------- | ----------------- | ------- |
| 2004                | John Osguthorpe   | Sandy Perrins     | Allan Butler      |         |
| 2005                | Эндрю Баджадали   | Neil Shirley      | Бурк Свинделхарст |         |
| 2006                | Скотт Монингер    | Глен Чадвик       | Джефф Лаудер      |         |
| 2007 не проводилась |                   |                   |                   |         |
| 2008                | Джефф Лаудер      | Blake Caldwell    | Глен Чадвик       |         |
| 2009                | Франсиско Мансебо | Даррен Лилл       | Джефф Лаудер      |         |
| 2010                | Леви Лайфаймер    | Франсиско Мансебо | Иэн Босуэлл       |         |
| 2011                | Леви Лайфаймер    | Серхио Энао       | Янез Брайкович    |         |
| 2012                | Йоханн Чопп       | Мэттью Буш        | Леопольд Кёниг    |         |
| 2013                | Том Дэниэлсон     | Крис Хорнер       | Ханьер Асеведо    |         |
| 2014                | Том Дэниэлсон     | Крис Хорнер       | Виннер Анакона    |         |
| 2015                | Джозеф Домбровски | Майкл Вудс        | Брент Букволтер   |         |
| 2016                | Лаклан Мортон     | Адриен Коста      | Эндрю Талански    |         |
| 2017                | Роб Бриттон       | Гэвин Мэннион     | Сергей Цветков    |         |
| 2018                | Сепп Кусс         | Бен Херманс       | Джек Хэйг         |         |
| 2019                | Бен Херманс       | Джеймс Пикколи    | Джозеф Домбровски |         |
| 2021                | отменён           | отменён           | отменён           | отменён |
| 2022                | отменён           | отменён           | отменён           | отменён |